# Laodicea eucope
Laodicea eucope är en nässeldjursart som först beskrevs av Ernst Haeckel 1879.  Laodicea eucope ingår i släktet Laodicea och familjen Laodiceidae. Inga underarter finns listade i Catalogue of Life.